# Jack Veneno
Rafael Antonio Sánchez (San José de Ocoa, 2 de mayo de 1942-Santo Domingo, 6 de abril de 2021), conocido como Jack Veneno fue un luchador profesional dominicano.
Se hizo llamar "El campeón de la bolita del mundo", y es considerado el luchador profesional más famoso de ese país y uno de los dominicanos más conocidos. Fue Campeón Mundial Peso Pesado de la NWA en una ocasión, seis veces campeón Mundial Semicompleto de la desaparecida empresa Dominicana de Espectáculos, fue en una ocasión junto al luchador puertorriqueño José Rivera Campeón en parejas de Norteamérica en la World Wrestling Council de Puerto Rico. Jack Veneno junto al luchador Relámpago Hernández, su rival, llevaron a la Lucha Libre en el país a niveles nunca jamás alcanzados convirtiendo a la República Dominicana en una plaza importante a nivel mundial en materia de lucha libre profesional durante las décadas de los años 70, 80 y principios de los 90 del siglo XX.

## Infancia
Nació en San José de Ocoa, República Dominicana, realizó estudios académicos en Santo Domingo, hasta el grado de educación intermedia. Luego se dedicó al deporte, practicando béisbol, voleyball y baloncesto, ya adulto hizo el bachillerato, pensando hacer una carrera pero el tiempo no le alcanzó.

## Sus inicios como luchador
Cuando tenía 13 o 14 años veía las películas de El Santo (El Enmascarado de Plata) y eso le motivó a ser luchador. Cuando tenía 16 años en República Dominicana se practicaba la lucha libre, había un promotor que también era un comerciante llamado José A Brea Peña, quien fue dueño de varias emisoras de Radio Comercial y traía luchadores de México. Entonces, aparte de las películas, Jack se iba a ver las luchas, y un día cuando tenía alrededor de 16 años ingresó como amateur a practicar lucha libre. Ahí fue donde se hizo profesional a finales de los años 60.
A su madre no le gustaba, sufría mucho. Jack llegó en una ocasión hasta a ponerse máscara para que ella no lo supiera, pero su madre al fin y al cabo lo descubrió y después se dio cuenta de que era imposible que abandonara la lucha, esa era su pasión. Pudo llegar al profesionalismo y entonces después salió fuera del país. Ha luchado en el Madison Square Garden de Nueva York, en Los Ángeles, también luchó en México donde hizo pareja con el famoso luchador mexicano El Santo, y también con Blue Demon. También fue invitado a inaugurar el Safari Park de Puerto Rico para hacer una exhibición de lucha técnica.
Durante gran parte de la década de los años 70, luchó para la World Wrestling Council (WWC) de Puerto Rico, allí se coronó en una ocasión campeón en parejas de Norteamérica junto al luchador puertorriqueño José Rivera, obtuvo por vez primera un título mundial en la primera mitad de la década de 1970 al derrotar al luchador estadounidense Jhon Richard de quien aún conserva ese cinturón, el cual tiene el nombre grabado de su antiguo titular. Más tarde Relámpago Hernández sería su archirrival en su país, obteniendo el WWC Dominican Republic Heavyweight Champion. Uno de sus combates más memorables en la vecina isla de Puerto Rico, cuando hizo parejas con su compatriota el luchador "El Puma" cuando se enfrentaron a "Los Hermanos Muerte" en 1975 quienes en esa década eran sus más aguerridos adversarios, principalmente el mayor de los hermanos "la muerte primera".
Cabe mencionar algunos enfrentamientos con varios luchadores extranjeros tales como el estadounidense Adrian "The Exotic" Street, el japonés "Killer Khan", el Guatemanteco el monje loco, el estadounidense Nick Bockwinkel, el ecuatoriano Hugo Savinovich y su más amarga lucha contra el mexicano "Buddy Montes", el cual mientras se enfrentaban en un combate, sufrió un paro cardíaco, muriendo este en el hospital.

## Sus dos luchas contra Ric Flair
La empresa de Lucha Libre, "Dominicana de Espactáculos" la cual era dirigida por el promotor de lucha libre y luchador retirado Arcadio Disla Brito (Vampiro Cao) era la única que operaba en el país y estaba afiliada a la estadounidense National Wrestling Alliance Para ese entonces Ric Flair era el campeón mundial y Jack Veneno llegó a ser situado entre los primeros retadores al título, él decía que su "Sueño Dorado" era convertirse tanto Campeón Mundial de la NWA, como Campeón Mundial Semicompleto de Dominicana de Espectáculos. Fue así que el 7 de enero de 1982 en el Palacio de los Deportes de Santo Domingo, República Dominicana ante más de 14 mil personas se celebra el tan esperado combate, en esa cartelera luchistica cabe recordar algunos combates como por ejemplo el de Carlos Colón contra Relámpago Hernández y el de Víctor Jovica y Sabud contra el enmascarado luchador dominicano Kimba (fenecido) y el luchador rudo Cruz Diablo. 
A los 16 minutos de la pelea Flair contra Veneno, este último tenía prácticamente vencido a Ric Flair con su famosa llave "La Polémica" o la dormilona, y al minuto 19 entró Relámpago Hernández quien fuera rival de Veneno en el país, vestido de Santa Claus interviniendo en dicho combate a favor de Flair para de esta forma descalificar el combate, también intervino a favor de Veneno el luchador Técnico Sabud, hubo mucho disgusto de parte de la fanaticada por el desenlace de la pelea.
Ese mismo año Jack Veneno vence en el estadio Hiram Birthon de Puerto Rico al famoso luchador estadounidense Tommy Rich, para de esta forma lograr convertirse de nuevo en el retador número uno al título que ostentaba Flair. El 29 de agosto del mismo año Jack Veneno obtiene la revancha y la pelea vuelve a celebrarse en el país, esta vez Flair se vio acompañado en su esquina del famoso luchador estadounidense Roddy Piper, en los momentos finales del combate mientras Ric Flair se preparaba para aplicarle un suplex a Jack Veneno este último lo sorprende con un roll up y de esta forma ganar la pelea y convertirse en el nuevo campeón de la NWA. En esa cartelera luchistica se recuerdan combates tales como Víctor Jovica contra el estadounidense Roddy Piper, El Caballero Negro contra Relámpago Hernández, entre otros.
Se ha hablado mucho sobre el desenlace de esta lucha, se dice que el combate fue arreglado para que Jack Veneno ganara, debido a que el plan original era que Piper intervendría en la pelea a favor de Flair, pero eso no sucedió para así evitar euforia y descontento en el público presente, se dice que la NWA no reconoció a Veneno como campeón y tuvo que devolverle el título a Flair. Por otro lado también se comentó que Jack Veneno como campeón de la NWA, tenía la obligación de trasladarse a los Estados Unidos para defender el título, al este negarse se vio obligado a entregarlo.

## Fama y popularidad
Después de la pelea con Ric Flair Jack Veneno se convirtió en todo un icono de la cultura popular en toda la década de los 80´s. El programa de televisión "Lucha Libre Internacional", el cual la empresa Dominicana de Espectáculos grababa los jueves y era transmitido los sábados a las 6:00 p. m., para más tarde ser transmitido el mismo día a las 12:00 p. m., y luego los domingos al mediodía, se convirtito en un toque de queda a nivel nacional llegando a producir récords de audiencia, el cual ningún otro programa de televisión podía igualar.
Durante el transcurso del programa había un espacio llamado "La Tertulia Induveca", espacio que era patrocinado por la compañía de embutidos "Induveca", en dicha tertulia Jack Veneno aparecía con los comentaristas Alberto Tamarez y el extinto Silvio Paulino donde se podían apreciar a niños recibiendo de manos del luchador algunos productos populares para la época, como embutidos, autobrillantes para calzados, maltas, etc.
Durante su carrera como luchador tuvo una rivalidad con el luchador dominicano Relámpago Hernández el cual fue el luchador rudo más popular del país, además también se destacó su rivalidad con el hoy luchador retirado de origen ecuatoriano y actual comentarista en español para la World Wrestling Entertainment, Hugo Savinovich, quien fuera uno de los mejores luchadores rudos que han luchado en el país y quien formara más tarde parejas con Relámpago Hernández siendo llamados 'Los desalmados", logró en dos ocasiones derrotar a Jack Veneno y arrebatarle el título Mundial Semicompleto, gracias a esta rivalidad se popularizaron las luchas enjauladas en la cual el luchador que saliera primero por encima de la jaula ganaba el combate, al igual las luchas con el ring rodeado de alambres de púas. Savinovich llegó por primera vez a la República Dominicana en 1976 destacándose por su forma particular de luchar, en 1981 regresó al país bajo el personaje enmascarado "El Hombre Simio" quien en un combate máscara contra máscara contra el luchador téctino Puño de Hierro, perdió la misma bajo el asombro de muchos fanáticos, en esa misma cartelera de lucha Jack Veneno se enfrentó al luchador estadounidense "Bounty Hunter", combate que tendría el ring rodeado de luchadores tanto técnicos como rudos, pero al final de la misma intervino Savinovich a favor del estadounidense propinándole un golpe con una tabla de madera, comenzando así su rivalidad con este.
También tuvo rivalidades con luchadores de la talla de Puño de Hierro (cuando este se pasó del lado técnico al rudo), El Galeno, Astroman, Sweet Daddy Davis, The Animal, Jason The Terrible, Hiroshi Hatanaka, entre otros. Otro de los momentos recordados fue el reto que le hiciera "El señor Lanza" a veneno, este señor de origen argentino vino al país a realizar demostraciones de fuerza como por ejemplo levantando cosas pesadas, jalar camiones con cadenas, meterse en un cuarto frío lleno de hielo por varias horas, en su enfrentamiento contra Jack Veneno fue derrotado.
Fue varias veces campeón en parejas en las cuales se destacan con el fenecido y carismático luchador enmascarado "Puño de Hierro", también con el luchador oriundo de Santiago de Los Caballeros "El Caballero Negro", también con el fenecido luchador "Maravilla", entre otros.
Alguna vez se ha dicho "Los Dominicanos sabremos que perdimos mucho cuando muera 'Pololo' Julio Cesar Matías (comediante), cuando Joaquín Balaguer (político) no vuelva más y cuando Jack Veneno deje de ser el campeón de la bolita del mundo".

## Caída en los índices de audiencia y baja de popularidad
Para finales de los años 80 fallece el promotor y dueño de Dominicana de Espectáculos Arcadio Disla Brito (Vampiro Cao) y dicha empresa paso entonces a ser dirigida por el propio Jack Veneno, a partir de ese momento la dirección de la misma comenzó a tomar otro rumbo. Durante el transcurso de 1990, fue creada la "Dominican Wrestling Federation" la cual fue creada para hacerle competencia a Dominicana de Espectáculos, esta empresa estuvo compuestas desde sus inicios por la mayoría de los mejores luchadores que se encontraban en Dominicana de Espectáculos, desde el propio Relámpago Hernández, Los Hermanos Broncos (el Bronco #1 sería la figura principal), Johnny Gómez, Kimba, El Galeno, entre otros.
Para la mala suerte de Dominicana de Espectáculos, la DWF comenzó a ganarle en los índices de audiencia televisivos y hasta el propio Jack Veneno comenzó a perder popularidad, la DWF se caracterizó por traer varios luchadores de la vecina isla de Puerto Rico, como lo fueron Carlos Colón, El Invader #1, Huracán Castillo (al cual el Bronco #1 le arrebató el título Universal de la WWC) el ecuatoriano Hugo Savinovich, incluso se hicieron intercambios de lucha libre tanto en el país como en Puerto Rico.
La Dominican Wrestling Federation duró en actividad alrededor de unos dos años, ya que se dice que el propio Jack Veneno tuvo que ver en la desaparición de dicha empresa.
"Dominicana de Espectáculos" luego pasó a llamarse "Raff Sanzz Promotions", que era el nombre abreviado del propio Jack Veneno. Este inició el proyecto de producir y protagonizar una película llamada "Jack V, el retorno de una estrella", que sin embargo no se logró concretar. Fue hasta 1995 que la empresa llegó a su fin y así terminó lo que sería una era, tanto en la televisión como en la vida de los dominicanos, aunque el programa se mantuvo emitiendo repeticiones hasta finales de la década de los 90. Muchos opinan a que la caída tanto de la empresa como del desinterés del público se debió a que Jack Veneno no manejo bien la empresa Dominicana de Espectáculos después de la muerte de Vampiro Cao y no darle paso a luchadores jóvenes que venían subiendo, lo que provocó el disgusto tanto de algunos luchadores como parte del público que seguía el deporte.

## Incursión en la política
Después de su retiro de la lucha libre Jack Veneno estuvo como Encargado de Deportes del Instituto de Estabilización de Precios (INESPRE), en 2006 decide postularse para las elecciones congresionales y municipales como síndico (Alcalde) de Santo Domingo De Guzmán, consiguiendo un respaldo escaso por los electores. Hoy en día ostenta el cargo de subsecretario de Deportes, nombrado mediante decreto por el presidente Leonel Férnandez en agosto de 2007.
En julio de 2007 el luchador dominicano radicado en México Rafi Soto, organizó un evento luchistico en el país llamado "Lucha Mania #1" en el cual se le hizo un reconocimiento a Jack Veneno dicho evento contó con la participación de varios luchadores mexicanos y dominicanos, también participó su antiguo rival en el ring Relámpago Hernández. En noviembre del mismo año fue reconocido en los premios latinos 2007 celebrado en la ciudad de Nueva York por su trayectoria en el deporte.

## Estatua
El 13 de abril de 2019 fue desvelada una estatua en honor a Jack Veneno en el Parque Eugenio María de Hostos, según la resolución 36 del 21 de septiembre del 2018 emitida por el Consejo de Regidores de la alcaldía del Distrito Nacional. La estatua mide 9 pies de altura, fue elaborada en fibra de vidrio, reforzada con patina de color bronce, colocada en una base de coralina en forma de pirámides truncadas de 2.0 metros de altura, con una tarja verde en mármol con los datos biográficos del Jack Veneno.

## Muerte
Veneno sufría de cáncer de páncreas, el cual hizo metástasis a sus pulmones, falleciendo el 6 de abril de 2021. Tenía 78 años de edad.

## En el Cine
En el 2018 se exhibe la película «Veneno Episodio 1: El Relámpago de Jack» dirigida por Tabaré Blanchard protagonizada por el reconcido actor dominicano Manny Pérez como Jack Veneno y Pepe Sierra como Relámpago Hernández. La película fue galadornada en múltiples escenarios nacionales e internacionales.

## Campeonatos y logros
- National Wrestling Alliance
  - NWA World Heavyweight Championship (1 vez)

- Dominicana de Espectáculos
  - Campeón Mundial Semicompleto (6 veces)
  - Campeón Intercontinental Semicompleto (2 veces)
  - Campeón Mundial en Parejas (6 veces) con Puño de Hierro, El Caballero Negro, Mr. Haití y Maravilla.
  - Campeón del Caribe en Parejas (2 veces) con Vampiro Cao y El Puma.
  - Campeón Nacional Wélter (1 vez)

- World Wrestling Council
  - WWC Dominican Republic Heavyweight Championship (1 vez)
  - WWC North American Tag-Team Championship (1 vez) con José Rivera